# Sonchus grandifolius
Il grespino gigante delle Chatham (Sonchus grandifolius Kirk, 1894) è una pianta appartenente alla famiglia delle Asteracee (o Compositae).